# معركة سولدوز
معركة سولدوز (8-13 أبريل 1918) كانت اشتباكًا عسكريًا بين المتطوعين الآشوريين بقيادة آغا بطرس والجنود العثمانيين بقيادة خيري بك الذين كانوا متمركزين في سولدوز . تغلب 1,500 فارس آشوري على القوة التركية الأكبر بكثير والتي تجاوزت 8,000. قتل في المعركة 300 فارس آشوري و 5,000 جندي تركي.

## الخلفية
خلال صيف عام 1915، نجح الآشوريون في صد الجيش العثماني الأكبر بكثير والميليشيات الكردية والقوات القبلية التي كانت تقاتل مع العثمانيين. لم يتمكن العثمانيون من كسر الآشوريين، فجلبوا مدفعية ثقيلة وذخيرة، والتي، إلى جانب ميزة ساحقة في الأعداد والإمدادات، تغلبت في النهاية على الآشوريين ذوي التسليح الخفيف والتفوق العددي. كان فيلق الجيش الروسي قد وعد بالتعزيزات، والتي جاءت متأخرة للغاية. دافع الآشوريون عن أنفسهم ضد الصعاب الهائلة وأجروا انسحابًا منظمًا. انضم الناجون في سن القتال إلى الآشوريين في شمال غرب بلاد فارس وشمال العراق وشمال شرق سوريا، بمن فيهم أولئك من سلامس وأورميا لتشكيل جيش آشوري. وكان لديهم فرصة حقيقية للقتال مع الروس لطرد القوات العثمانية من بلاد فارس وآشور التاريخية.

## معركة
بعد رسم مساره بعناية ووضع خططه، اتخذ آغا بطرس قرارًا بالتحرك جنوبًا في ثلاثة صفوف، يفصل بين كل منها بضعة أميال. وعند الاصطدام بالقوة التركية، تم تأرجح قواته في خط، واقترب كل صف من الآخر. ثم تقرر اتخاذ أفضل موقع متاح، وتأخير المعركة للسماح لقوة محمولة قوية بالتقدم عبر التلال إلى بلدة تسمى سولدوزي ، مقر الأتراك. ثم تقرر الهجوم أثناء الليل، وإجبار العدو على التراجع إلى قاعدته، وإلى أيدي القوة المحمولة. نجحت الخطة بأكملها دون أي عقبة. تحرك الصف دون مشاكل، واتصل بالأتراك وشكل خطًا، وفي منتصف الليل، تقدم الصف بأكمله إلى الأمام على أصوات نيران البنادق المكثفة وصيحات البوق. لقد حير الأتراك من هذا الهجوم غير المتوقع في مثل هذا الوقت غير المتوقع. كان موقفهم ضعيفًا وأُجبروا على التراجع في حالة من الفوضى إلى سولدوز، ليجدوا في انتظارهم قوة محمولة في مثل هذه المواقع التي تم تدمير الأتراك فيها بالكامل.

## العواقب
بدون أي خسارة للوقت، ركب آغا بطرس مع قواته المنتصرة للوصول إلى نقطة التقاء حيث كان هناك مجموعة بريطانية، وأُعطي لهم ما يكفي من المال لشراء الطعام في مسيرتهم عائدين إلى أورميا .
لإقناع حاكم وسكان سين كالا ، طلب آغا بطرس أن يتقدم سلاح الفرسان البريطاني قواته عبر تلك البلدة، مع علمه بأن خبر قتال البريطانيين والمسيحيين معًا سينتشر قريبًا في جميع أنحاء البلاد. ولحسن حظ العرض، كما ستثبت الأحداث لاحقًا، تم الاتفاق على ذلك.

## أنظر أيضا
معركة اوشنو